# アンバサダー (カクテル)
アンバサダー (ambassador) は、テキーラベースのカクテル。
テキーラ・サンライズのグレナデン・シロップをシュガーシロップに替えたもの。

## 標準的なレシピ
- テキーラ - 45ml
- オレンジ・ジュース - 適量
- シュガー・シロップ - 1tsp

### 作り方
1. タンブラーに氷をいれる。
2. テキーラ、オレンジ・ジュースをグラスに注ぎ、軽くステアする。
3. グラスの縁から静かにシュガー・シロップを注ぎ、底に沈める。

### 備考
スライス・オレンジを飾ることもある。